# Somchai Wongsawat
Somchai Wongsawat (thaï : สมชาย วงศ์สวัสดิ์), né le 31 août 1947 dans la province de Nakhon Si Thammarat est un juriste et homme d'État thaïlandais, brièvement 26e premier ministre du 9 septembre au 2 décembre 2008.

## Jeunesse et vie professionnelle

### Naissance et vie privée
Somchai Wongsawat naît le 31 août 1947 dans le district de Chawang, dans la province de Nakhon Si Thammarat.
Il est marié à Yaowapha Shinawatra (th), sœur cadette de Thaksin Shinawatra, vingt-troisième Premier ministre. Ils ont ensemble 3 enfants, dont Chinnicha (th), qui deviendra députée de la première circonscription de Chiang Mai en 2007, et Chayapha (th), plus tard artiste de pop thaïe au sein de la GMM Grammy.

### Éducation
Après avoir obtenu un diplôme d'études secondaires dans sa ville natale, il entre à la faculté de droit de l'université Thammasat et y obtient un Bachelor of Laws en 1970. Il devient, par la suite, avocat au barreau. Enfin, il obtient, en 2002, son master en administration publique à l'Institut national d'administration du développement (en).
Il reçoit, en 2012, un doctorat honorifique en administration et gestion des affaires de l'université de technologie Rajamangala Lanna (en).

### Carrière professionnelle
À la suite de ses études supérieures, il occupe d'abord divers postes en tant que juriste :
- juge assistant du ministère de la Justice en 1974 ;
- juge adjoint du même ministère en 1975 ;
- juge au Tribunal provincial de Chiang Mai en 1976 ;
- juge en chef du Tribunal provincial de Chiang Rai en 1983 ;
- juge en chef du Tribunal provincial de Phang Nga en 1986 ;
- juge en chef du Tribunal provincial pour mineurs de Rayong en 1987 ;
- juge en chef du Tribunal provincial de Chonburi en 1988 ;
- juge en chef du Tribunal provincial de Nonthaburi en 1989 ;
- juge en chef du Tribunal pénal de Thonburi en 1990 ;
- juge à la Cour d'appel de la Région 3, dans la province de Nakhon Ratchasima, en 1993 ;
- juge en chef de la Cour d'appel de la Région 2, dans la province de Rayong, en 1997.

Il devient, à partir de 1998, secrétaire permanent adjoint du ministère de la Justice, chargé des affaires académiques. L'année suivante, en 1999, il est chargé des affaires administratives. Il est promu ensuite secrétaire permanent de ce même ministère. En 2006, il est secrétaire permanent du ministère du Travail. Il se retire de la fonction publique en 2007.

## Carrière politique

### Membre du Palang Prachachon
À la suite de la dissolution du Thai Rak Thai, parti majoritaire des précédents gouvernements de Thaksin Shinawatra (premier et second), par la Cour constitutionnelle le 30 mai 2007, la plupart des membres du parti rejoignent le Palang Prachachon, parti fondé en 1998 et extra-parlementaire depuis sa création. Samak Sunthorawet, ancien gouverneur de Bangkok, est élu chef du parti 22 août. Somchai Wongsawat, quant à lui, est également élu au sein du comité exécutif du parti, en devenant notamment l'un des chefs adjoints.
Lors des élections qui surviennent en fin d'année 2007, le parti obtient une importante majorité de sièges (233 sur 480), non loin de la majorité absolue qui est de 241. Somchai Wongsawat est élu député sur la liste proportionnel du parti. 
Il est nommé, au sein du gouvernement Sunthorawet, vice-Premier ministre et ministre de l'Éducation.

### Premier ministre
Samak Sunthorawet est démis de ses fonctions de Premier ministre par la Cour constitutionnelle le 9 septembre 2008. Celui-ci animait toujours des émissions de télévision alors qu'il était en fonction, ce qui violait l'article 267 et l'article 182 de la Constitution. 
Le même jour, Somchai Wongsawat est nommé Premier ministre par intérim. Celui-ci devenant le candidat officiel du Palang Prachachon pour être officiellement élu à la fonction par la Chambre des représentants, il le devient officiellement le 17 du même mois, avec 298 votes en sa faveur contre 163 pour Aphisit Wetchachiwa, candidat du Parti démocrate,. Officiellement investi par le roi Rama IX le jour suivant, son gouvernement est nommé le même jour.